# Бондарев, Алексей Алексеевич
Алексе́й Алексе́евич Бо́ндарев (30 марта 1923, Новочеркасск, Донская область, РСФСР, СССР — 13 февраля 2016) — работник советского сельского хозяйства, передовик производства; главный агроном совхоза «Заря» Промышленновского района Кемеровской области, Герой Социалистического Труда (1976).

## Биография
Родился 30 марта 1923 года в городе Новочеркасске Ростовской области. В 1941 году завершил обучение с отличием окончив среднюю школу. В феврале 1943 года был призван в ряды Красной армии. Участник Великой Отечественной войны. В 1945 году – санитар-носильщик 95-го отдельного медико-санитарного батальона 87-й гвардейской стрелковой дивизии 3-го Белорусского фронта, гвардии красноармеец. 
С ноября 1945 по август 1948 года проходил обучение в Азово-Черноморском сельскохозяйственном институте в посёлке Персиановка Октябрьского района Ростовской области. Завершив обучение, был направлен на работу в Кемеровскую область. С сентября 1948 по январь 1949 года трудился агрономом и управляющим фермой Тыхтинского совхоза Топкинского района Кемеровской области. С февраля 1949 по 1985 год работал в должности главного агронома совхоза «Заря» Промышленновского района Кемеровской области.
Большую часть своей трудовой жизни проработал главным агрономом совхоза. В декабре 1953 года успешно поступил в заочную аспирантуру при Омском сельскохозяйственном институте. В 1957-1958 годах произошло укрупнение совхоза «Заря», стал трудиться в крупном объединённом совхозе. Под его чутким руководством были широко внедрены зернобобовые культуры (вика, горох) и бобовые травы – люцерна, клевер. В 1960 году всему хозяйству было присвоено звание «совхоза высокой культуры земледелия». Указом Президиума Верховного Совета СССР в 1976 году за производственные успехи и по итогам 9-й пятилетки совхоз «Заря» награждён орденом Трудового Красного Знамени.
За выдающиеся успехи, достигнутые во Всесоюзном социалистическом соревновании, проявленную трудовую доблесть при выполнении планов и социалистических обязательств по увеличению производства и продажи государству зерна и других сельскохозяйственных продуктов в 1976 году, Указом Президиума Верховного Совета СССР от 23 декабря 1976 года Алексею Алексеевичу Бондареву было присвоено звание Героя Социалистического Труда с вручением ордена Ленина и золотой медали «Серп и Молот».
В 1985 году вышел на заслуженный отдых. 
Проживал в Промышленновском районе Кемеровской области. Умер 13 февраля 2016 года.

## Награды
За трудовые успехи удостоен:
- золотая звезда «Серп и Молот» (23.12.1976)
- два ордена Ленина (23.06.1966, 23.12.1976)
- Орден Отечественной войны 2 степени (11.03.1985)
- Орден Трудового Красного Знамени (11.12.1973)
- Медаль «За боевые заслуги» (13.04.1945)
- Медаль «За взятие Кёнигсберга»
- Отличник просвещения СССР (13.05.1981)
- другие медали.
- Заслуженный агроном РСФСР (1962).
- Кандидат сельскохозяйственных наук (1964).